# Skei
Skei (znany również jako Skei i Jølster) – ośrodek administracyjny gminy Jølster, w zachodniej Norwegii, w okręgu Sogn og Fjordane. Wieś położona na północnym krańcu jeziora Jølstravatnet, około 20 km na południe od wioski Byrkjelo, 13 km na wschód od miejscowości Ålhus. Skei położony jest na zachód od Parku Narodowego Jostedalsbreen. Wieś leży na przecięciu dróg europejskiej trasy E39 i norweskiej drogi krajowej 5.